# (2150) Nictímene
(2150) Nictímene es un asteroide que forma parte del cinturón interior de asteroides y fue descubierto el 13 de octubre de 1977 por William Sebok desde el observatorio del Monte Palomar, Estados Unidos.

## Designación y nombre
Nictímene fue designado inicialmente como 1977 TA.
Más tarde, en 1992, se nombró por Nictímene, un personaje de la mitología griega.

## Características orbitales
Nictímene orbita a una distancia media de 1,913 ua del Sol, pudiendo acercarse hasta 1,804 ua y alejarse hasta 2,022 ua. Tiene una inclinación orbital de 25,32 grados y una excentricidad de 0,0571. Emplea en completar una órbita alrededor del Sol 966,5 días.
Nictímene pertenece al grupo asteroidal de Hungaria.

## Características físicas
La magnitud absoluta de Nictímene es 13,2 y el periodo de rotación de 6,131 horas.